# دتلف بروکهوف
دتلف بروکهوف (انگلیسی: Detlef Bruckhoff؛ زادهٔ ۸ آوریل ۱۹۵۸) بازیکن فوتبال اهل آلمان است.
از باشگاه‌هایی که در آن بازی کرده‌است می‌توان به باشگاه فوتبال دارمشتات ۹۸ و باشگاه فوتبال مونیخ ۱۸۶۰ اشاره کرد.